# Sint-Antoniuskapel (Geulle aan de Maas)

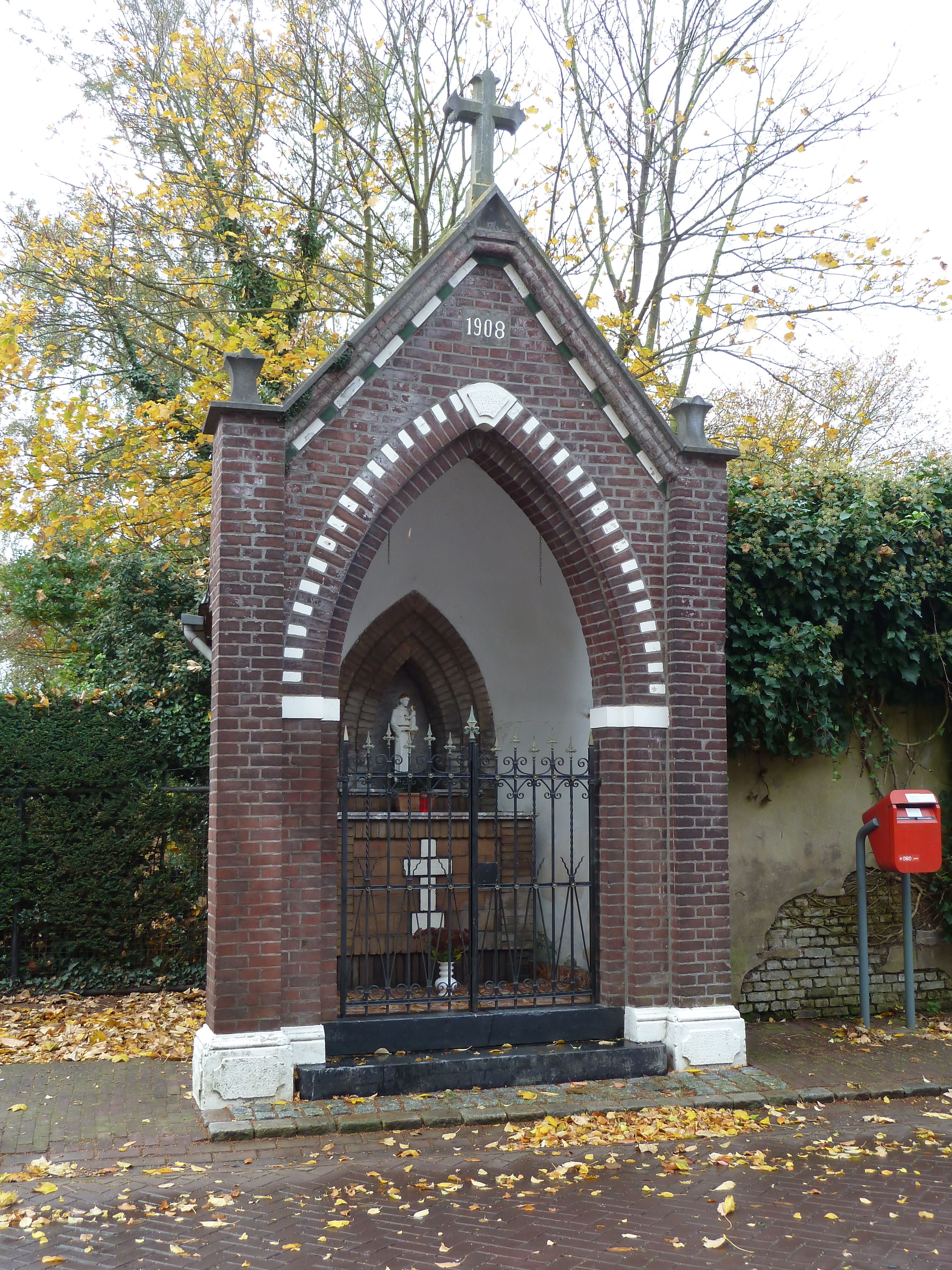
De Sint-Antoniuskapel

De Sint-Antoniuskapel is een kapel in Geulle aan de Maas bij Geulle in de Nederlands Zuid-Limburgse gemeente Meerssen. De kapel staat aan het Kerkplein midden in de plaats schuin tegenover de Sint-Martinuskerk. Op ongeveer 400 meter naar het zuiden staat aan een kruising de Mariakapel.
De kapel is gewijd aan Antonius van Padua.

## Geschiedenis
In 1908 werd de kapel gebouwd op initiatief van het hoofd van de lagere school.
In 1982 werd de kapel door buurtbewoners van de buurtvereniging Aan de Maas opgeknapt.
In 1998 vond er een renovatie van de kapel plaats.

## Bouwwerk
De bakstenen kapel heeft een halfrond plattegrond en wordt gedekt door dak met leien. De frontgevel is een topgevel die bekroond wordt door een stenen kruis. Op de hoeken van de frontgevel zijn steunberen aangebracht die aan de bovenzijde eindigen in een soort van pinakels. Onder de daklijst is een band aangebracht van om-en-om zwarte en witte stenen. Hoog in de frontgevel is ook een gevelsteen aangebracht met het jaartal 1908. De frontgevel bevat verder de geprofileerde spitsboogvormige toegang die wordt afgesloten met een halfhoog smeedijzeren hek. De toegangsboog heeft wit geschilderde aanzetstenen en sluitsteen met daartussen een strook van afwisselend ongeschilderde bakstenen en wit geschilderde stenen. In de toegangsboog hangt boven het hek een banderol waarop een tekst aangebracht is:

IN GOD MIJN KRACHT

Van binnen is de kapel wit gepleisterd. Tegen de achterwand is een massief bakstenen altaar gemetseld. Boven het altaar is een spitsboogvormige nis aangebracht van drie rollagen bakstenen. In de nis staat een beeldje van de heilige Antonius van Padua die de monnik toont met een boek in de handen en op zijn arm het kindje Jezus.